# イップ 翼をもった女の子
イップ翼をもった女の子(iep!)は、2010年オランダ映画。2010モントリオール国際子ども映画祭・最優秀作品賞など数々の賞を受賞。原作はオランダの代表的作家ヨーク・ファン・リューベン（「デージェだっていちにんまえ」福音館書店）。7カ国で翻訳された。主演は原発性小人症（300万人に1人といわれる）のケナディー・ジャーディン・ブロムリー。マスコミで「世界一小さな天使」として世界中に紹介される。日本でも、テレビ東京の特番「輝く命」などで紹介された。

## 概要
1人の男が、ある日、鳥のような、人間の女の子のような、小さくて不思議な生き物の赤ちゃんを見つける。男は妻と一緒に、その赤ちゃんを育てることにした。赤ちゃんは2人の献身的な愛のおかげでスクスクと順調に成長するが、言葉は「イップ!」としか発せず、腕の代わりに持っていた翼で、ある日、2人の元を飛び立ってしまう。そこから夫婦とその子に長い冒険の旅が始まる。道中、かわいらしい少女と少年や、おっちょこちょいだが、憎めないレスキュー隊員といった仲間も加わりながら。

## ストーリー
野鳥研究家のワレは、茂みで女の子のような、鳥のような赤ちゃんを見つける。そしてその子を、フィーフェルと名付け、妻のティーネと大切に育てることにする。ある日、フィーフェルが2人のもとから飛び立ってしまったことから、フィーフェルを捜す長い旅が始まる。一方、大空を飛んでいたフィーフェルは、力尽きて、ルーチャの部屋に落ちてしまう。意気投合したフィーフェルとルーチャ。しかしフィーフェルはまたも飛び立ってしまう。フィーフェルを捜すティーネとワレは、大きな木の下で野宿する。そこは、前日にフィーフェルとルーチャが遊んでいた木だったことから、ティーネとワレとルーチャの3人でフィーフェルを捜し始める。南の空へ飛び続けるフィーフェルが教会堂の屋根で休んでいると、人間たちに見つかり、レスキュー隊の出動騒動にまで発展。ところがレスキュー隊が助ける前にまたもや飛び立ってしまう。隊員も加わり、4人でフィーフェルを捜す旅が始まる。旅の途中で、ルーチャとレスキュー隊員が去っていく。ティーネとワレは最後まで捜し続け、海を渡るフィーフェルを発見。ところが、フィーフェルは海に落ちて2人に助けられる。翼が完治し、鳥の本能から、空を飛ぼうとする姿を見て、自由な大空に戻してやろうと決意する2人。秋に南へ飛び立つ鳥たちが、春には北に戻ってくるように、フィーフェルもひょっとしたら春には2人の家に戻るかもしれないことに期待しながら…。

## キャスト
- フィーフェル...ケナディー・ジャーディン・ブロムリー（吹替：桐原明良）
- ティーネ...ヨーケ・チャルスマ（吹替：橘U子）
- ワレ...ヒューブ・スタペル（吹替：辻親八）
- ルーチャ...マデリーフ・フェルメーレン（吹替：安武みゆき）
- ボル...ティエス・デッカー（吹替：大内和代）
- レスキュー隊員...ディーデリック・エビンジ（吹替：かぬか光明）
- ルーチャの父...ステファン・デ・ワレ（吹替：里卓哉）

## スタッフ
- 監督：リタ・ホルスト
- 脚本：ミーケ・デ・ヨング
- 制作：ヨースト・デ・フリース／レオンティーネ・プティ
- 翻訳：いけや咲良
- 発売：株式会社オンリー・ハーツ

## 受賞
- モントリオール国際子ども映画祭
  - 最優秀作品賞受賞